# Жінки на святі Тесмофорій
«Жінки на святі Тесмофорій» (дав.-гр. Θεσμοφοριάζουσαι)  — комедія давньогрецького поета і драматурга Арістофана. Арістофан поставив цю комедію у 410 р., хор складався з жінок. 
Термофорії присвячувались богині Деметрі й тривали чотири дні. Вони були виключно жіночим святом, чоловікам з`являтися на них заборонено. Аттичні жінки, гранично обмежені у своїх правах, а особливою радістю відзначали ці своєрідні "жіночі дні", коли ставали повновладними господарками міста. Жителі Афін змовляються убити під час свята Евріпіда, який їх постійно шельмує. Евріпід умовляє свого тестя Мнесілоха переодягтися жінкою і виступити на святі на його захист. Слухняний родич і робить, але незабаром жінки викривають його, приводять відповідального за порядок (притана), і той наказує тримати Мнесілоха в колодках. Евріпід поспішає на допомогу тестеві,і удвох вони грають сцени з трагедій Евріпіда, намагаючись збити жінок з пантелику і переконати їх, начебто вони справді є тими персонажами, яких зображують. Драматургія Евріпіда виявляється недостатньо переконливою, і щоб виручити Мнесілоха, поетові доводиться піти на підкуп. Найцікавіше в цій комедії є епізоди, в яких Арістофан у пародійному плані використовує окремі ситуації евріпідівських трагедій, а також численні сцени з переодяганням. Уперше в комедії з`являється комічний іноземець, який розмовляє каліченою грецькою мовою, примушуючи глядачів весело сміятись.
«Жінки на святі Тесмофорій» являють собою з початку і до кінця грубуватий і чудово смішний фарс, однак йдеться про вихолощування жанру трагедії Евріпідом і Агафоном. Не рахуючи декількох прохідних реплік, у комедії практично відсутні політичні алюзії, що пояснюється пануванням олігархії.